# Соколов, Леонид Михайлович
Леонид Михайлович Соколов (1908—1981) — советский военный деятель, командир эскадрильи 107-го гвардейского Одерского истребительного авиационного ордена Александра Невского авиационного полка (11-й гвардейской истребительной авиационной Днепропетровской Краснознамённой ордена Богдана Хмельницкого дивизии, 2-го гвардейского штурмового авиационного Владимир-Волынского Краснознамённого орденов Суворова и Кутузова корпуса), Гвардии полковник, Герой Советского Союза (1945).

## Биография
Леонид Соколов родился 28 апреля 1908 года в посёлке Бимери (ныне — Высокогорский район республики Татарстан) в семье служащего. По национальности русский. Проживал и проходил обучение в городе Казань. Окончил среднюю школу, работал мотористом в городском аэроклубе, обучался лётному делу.
В 1932 году он был призван на службу в Красную Армию. В 1933 году был демобилизован. В 1937 году Соколов окончил аэроклуб, остался там лётчиком-инструктором, впоследствии — командиром авиационного звена.
После начала Великой Отечественной войны, в мае 1942 года, был вновь призван в Красную Армию. В 1942 году окончил командирские курсы, в декабре того же года был отправлен на фронт. К маю 1945 года имел звание гвардии майора, совершил 230 боевых вылетов, принял участие в 62 воздушных боях, в которых лично сбил 17 самолётов.
После окончания войны продолжил службу в советских военно-воздушных силах. В 1958 году вышел в отставку в звании полковника. Проживал и работал в городе Смоленске.

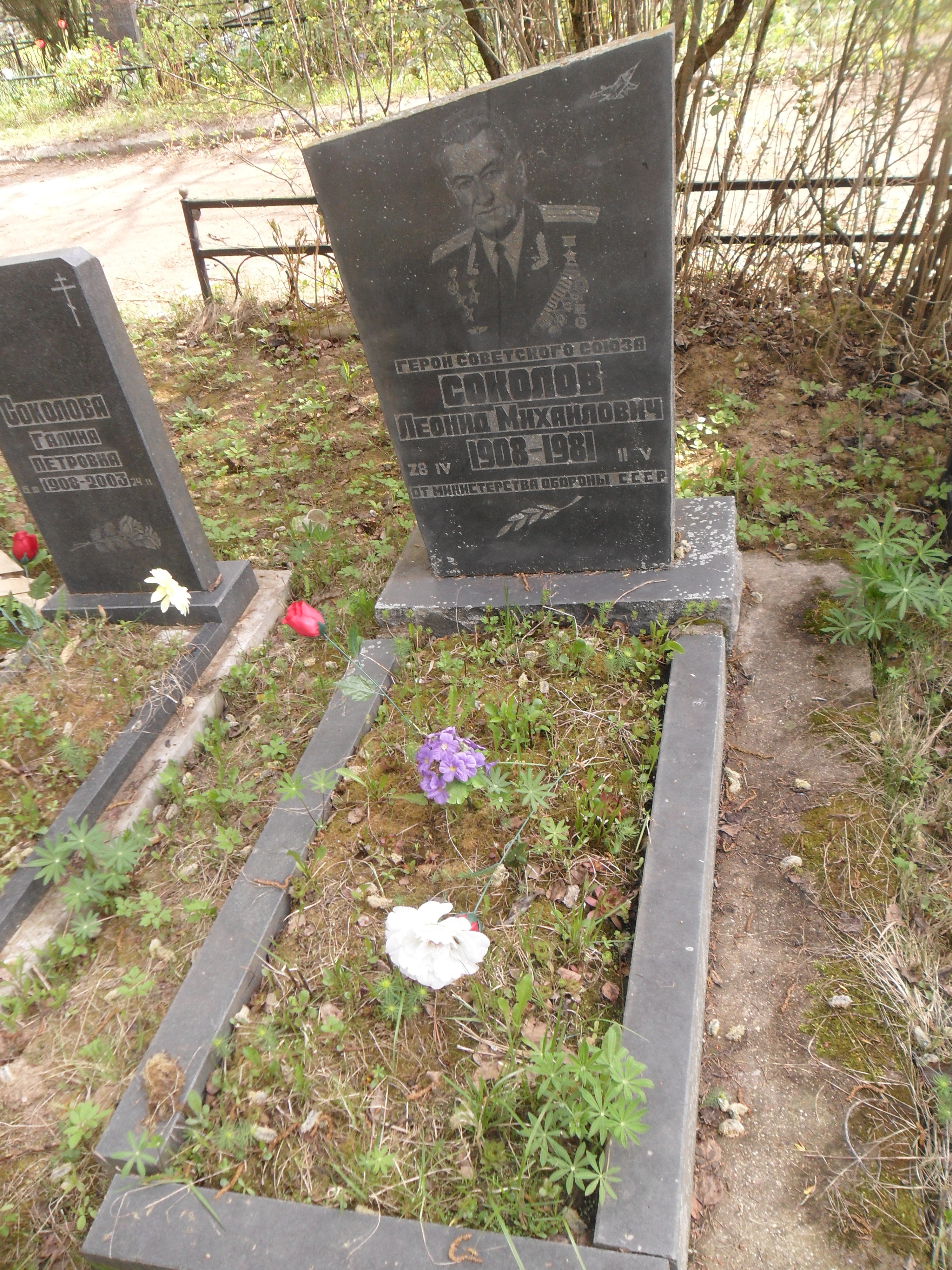
Могила Соколова на Новом кладбище Смоленска.

Леонид Соколов скончался 11 мая 1981 года. Похоронен на кладбище «7-й километр» в Смоленске.

## Память
- В Смоленске, на доме № 53 по улице Фрунзе, где проживал последние годы Соколов, после его смерти была установлена мемориальная доска[3].

## Награды
- 27 июня 1945 года Указом Президиума Верховного Совета СССР за «образцовое выполнение заданий командования и проявленные мужество и героизм в боях с немецко-фашистскими захватчиками» Соколов был удостоен высокого звания Героя Советского Союза с вручением ордена Ленина и медали «Золотая Звезда» (№ 8654)[1].
- Награждён тремя орденами Красного Знамени, двумя орденами Красной Звезды и медалями.